# Subsolarna točka
Podsolarna točka na planetu je točka u kojoj se je njegovo sunce izravno iznad (u zenitu); to jest, gdje sunčeve zrake padaju na planet točno okomito na njegovu površinu. To također može značiti točku najbližu suncu na astronomskom objektu, iako sunce možda nije vidljivo.
Promatraču na planetu čija je orijentacija i rotacija slična onima na Zemlji, subsolarna točka će izgledati kao da se kreće prema zapadu, dovršavajući jedan krug oko globusa svaki dan, približno krećući se duž ekvatora. Međutim, također će se kretati prema sjeveru i jugu između tropskih područja tijekom godine, tako da se kreće spiralno.
Subsolarna točka prolazi Rakovom obratnicom na lipanjski solsticij, a Jarčevom obratnicom na prosinački solsticij. Subsolarna točka prelazi ekvator na ožujski i rujanski ekvinocij.

## Koordinate subsolarne točke
Subsolarna točka se neprestano kreće po površini Zemlje, ali za bilo koje vrijeme, njezine koordinate, ili zemljopisna širina i dužina, mogu se izračunati na sljedeći način:
{\displaystyle \phi _{s}=\delta ,}
{\displaystyle \lambda _{s}=-15(T_{\mathrm {GMT} }-12+E_{\mathrm {min} }/60).}
gdje je
- {\displaystyle \phi _{s}} je zemljopisna širina podsolarne točke u stupnjevima,
- {\displaystyle \lambda _{s}} je zemljopisna dužina podsolarne točke u stupnjevima,
- {\displaystyle \delta } je deklinacija Sunca u stupnjevima,
- {\displaystyle T_{\mathrm {GMT} }} je srednje vrijeme po Greenwichu ili UTC,
- {\displaystyle E_{\mathrm {min} }} je jednadžba vremena u minutama.

## Promatranje na određenim mjestima
- Posmatranje Qible pomoću sjena, kada subsolarna točka prolazi kroz Ka'bu u Saudijskoj Arabiji, omogućavajući da se muslimanski sveti smjer pronađe promatranjem sjena.
- Kada točka prolazi kroz Havaje, koji su jedina američka država u kojoj se to događa, događaj je poznat kao Lahaina Noon.[3]

## Vanjske poveznice
- Dnevna i noćna karta svijeta (pokazuje lokaciju subsolarne točke za bilo koje vrijeme koje odredi korisnik)